# Venad Pathrika
Venad Pathrika is een Malayalam-avondkrant, die gedrukt en uitgegeven wordt in Thiruvananthapuram, in de Indiase deelstaat Kerala. Venad Pathrika werd in 1989 opgericht door K. Janardhanan Nair, die ook de editor-in-chief van het blad is.